# Bika (heraldika)
A bika viszonylag gyakori címerkép a heraldikában. Előfordulhat járó, álló vagy felemelkedő helyzetben. A magyar heraldikában általában a bikafej jelenik meg, szarvai között gyakran kereszttel. Segédsisakdíszként gyakoriak a bika- vagy bölényszarvak, ökörtülkök (tévesen elefántorrmány). Bikafej van pl. a Balassa és a Jenisch család címerében. 
A régi heraldikusok a bojtos testű, vad pózban ábrázolt bikában a kedvelt vadászállatot, a bölényt (de: Büffelstier) látták. A bika előképei között talán a középkor másik kedvelt vadászállata az őstulok is előfordulhatott. Ide sorolható az angol heraldika vadökör (en: apre, apres, apree) címerállata, mely ökörtestű és medvefarkú képzeletbeli lény.        

## A bika szimbolikája
A bika az ellenállhatatlan (férfi)erő, a termékenység, a rendet teremtő királyi hatalom, másrészt a féktelen alvilági rossz, a pusztítás, a halál megtestesítője. A vízelem állatszimbóluma. Szarva bőségjelkép, a fogyó és növekvő Hold szarvait jelképezi. Egyiptomban és máshol a bika (vagy tehén) hordozza szarvain a Napot. Az asztrológiában a bika szilárd és földjegy, a Vénusz otthona, a Holt itt van erőben (egzaltációban). Holdállatként és csillagképként az éjszaka és a sötétség jelképe.